# Mouret (Aveyron)
Pour les articles homonymes, voir Mouret.
Mouret est une commune française située dans le département de l'Aveyron en région Occitanie.
Le patrimoine architectural de la commune comprend un immeuble protégé au titre des monuments historiques : le château de la Servayrie, classé en 1995.

## Géographie

### Localisation
La commune de Mouret est dans le nord du département de l'Aveyron. Rodez est à 30 minutes (25 km) au sud, Decazeville à 30 minutes (28 km) à l'ouest, Conques à 25 minutes (21 km) au nord-ouest.
Le village est à environ 330 à 335 m d'altitude sur un escarpement bordant le côté sud (rive gauche) de la vallée du Dourdou de Conques (270 m d'altitude), rivière qui forme la limite nord-ouest de la commune avec celle de Pruines. Son affluent de rive gauche le ruisseau de Cadigars prend source à la limite de commune avec Villecomtal et traverse la commune d'est en ouest, confluant avec le Dourdou au nord du village de Mouret. Ces deux cours d'eau encadrent l'escarpement de Mouret à l'est, au nord et à l'ouest. En aval de Mouret, le Dourdou reçoit de nombreux petits affluents saisonniers qui ont profondément entaillé le coteau.
La petite route départementale D22 passe du village, en rive droite du Dourdou.

### Communes limitrophes
Mouret est limitrophe avec les communes de Villecomtal, Saint-Félix-de-Lunel, Pruines, Marcillac, Salles la Source, Nauviale et Muret-le-Château.

Représentations cartographiques de la commune
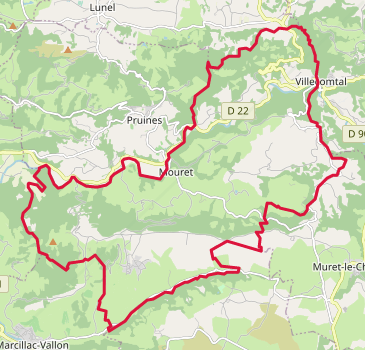
Carte OpenStreetMap.
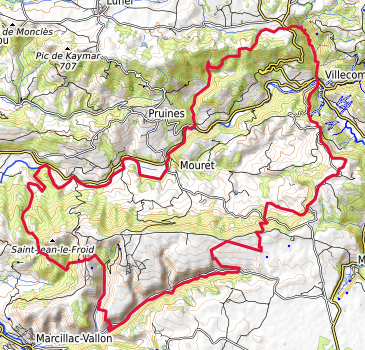
Carte topographique.

### Hydrographie

#### Réseau hydrographique

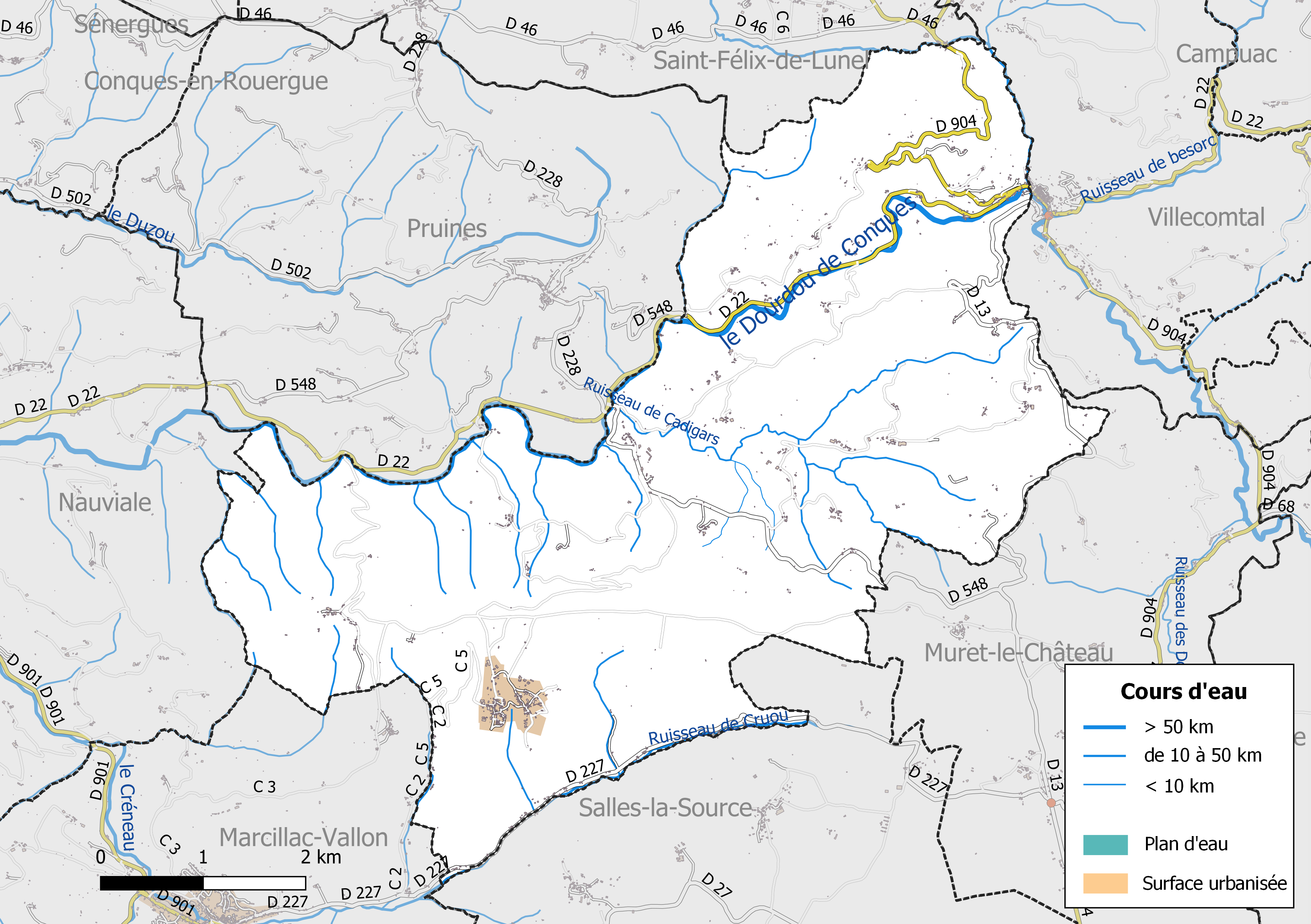
Réseaux hydrographique et routier de Mouret.

La commune est drainée par le Dourdou de Conques, le ruisseau de Cruou, le ruisseau de Servan, le ruisseau de Bruejouls, le ruisseau de Cadigars, le ruisseau de Fouillet et par divers petits cours d'eau.
Le Dourdou de Conques, d'une longueur totale de 83,7 km, prend sa source dans la commune de Lassouts et se jette  dans le Lot  à Conques-en-Rouergue, après avoir arrosé 12 communes.

#### Gestion des cours d'eau
La gestion des cours d’eau situés dans le bassin de l’Aveyron est assurée par l’établissement public d'aménagement et de gestion des eaux (EPAGE) Aveyron amont, créé le 1er janvier 2017, en remplacement du syndicat mixte du bassin versant Aveyron amont,,.

### Climat
Pour des articles plus généraux, voir Climat de l'Occitanie et Climat de l'Aveyron.
En 2010, le climat de la commune est de type climat océanique altéré, selon une étude s'appuyant sur une série de données couvrant la période 1971-2000. En 2020, Météo-France publie une typologie des climats de la France métropolitaine dans laquelle la commune est exposée à un climat de montagne et est dans la région climatique Sud-est du Massif Central, caractérisée par une pluviométrie annuelle de 1 000 à 1 500 mm, minimale en été, maximale en automne.
Pour la période 1971-2000, la température annuelle moyenne est de 12,5 °C, avec une amplitude thermique annuelle de 16,3 °C. Le cumul annuel moyen de précipitations est de 974 mm, avec 11,1 jours de précipitations en janvier et 6,3 jours en juillet. Pour la période 1991-2020, la température moyenne annuelle observée sur la station météorologique la plus proche, située sur la commune de Salles-la-Source à 9 km à vol d'oiseau, est de 11,1 °C et le cumul annuel moyen de précipitations est de 869,1 mm,. Pour l'avenir, les paramètres climatiques de la commune estimés pour 2050 selon différents scénarios d'émission de gaz à effet de serre sont consultables sur un site dédié publié par Météo-France en novembre 2022.

### Milieux naturels et biodiversité
L’inventaire des zones naturelles d'intérêt écologique, faunistique et floristique (ZNIEFF) a pour objectif de réaliser une couverture des zones les plus intéressantes sur le plan écologique, essentiellement dans la perspective d’améliorer la connaissance du patrimoine naturel national et de fournir aux différents décideurs un outil d’aide à la prise en compte de l’environnement dans l’aménagement du territoire.
Le territoire communal de Mouret comprend une ZNIEFF de type 1,, 
les « Coteaux et Vallon du créneau et du cruou » (569 ha), couvrant 4 communes du département
, et une ZNIEFF de type 2,, 
la « Vallée du Dourdou » (5 964 ha), qui s'étend sur 16 communes de l'Aveyron.

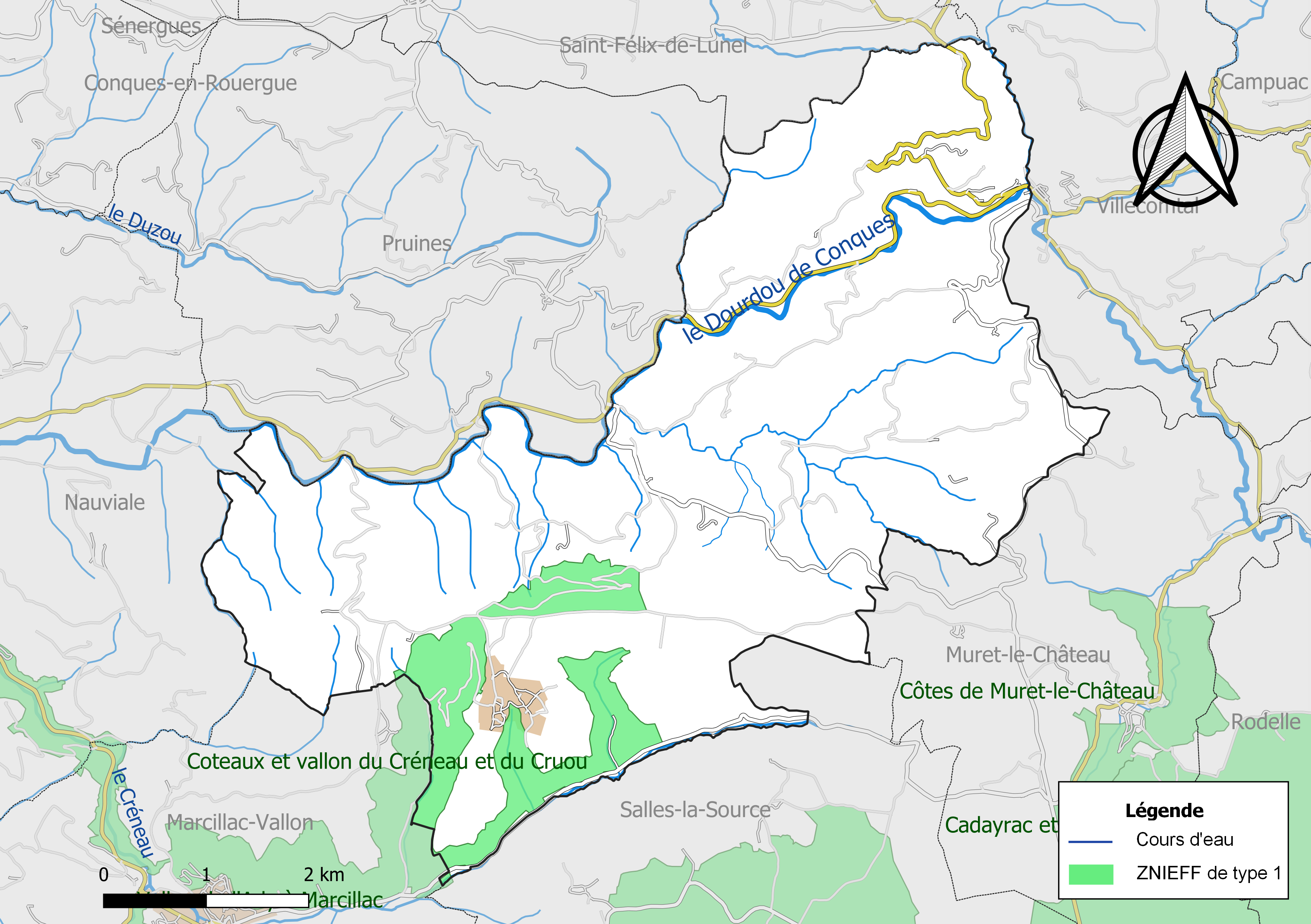
Carte de la ZNIEFF de type 1 de la commune.
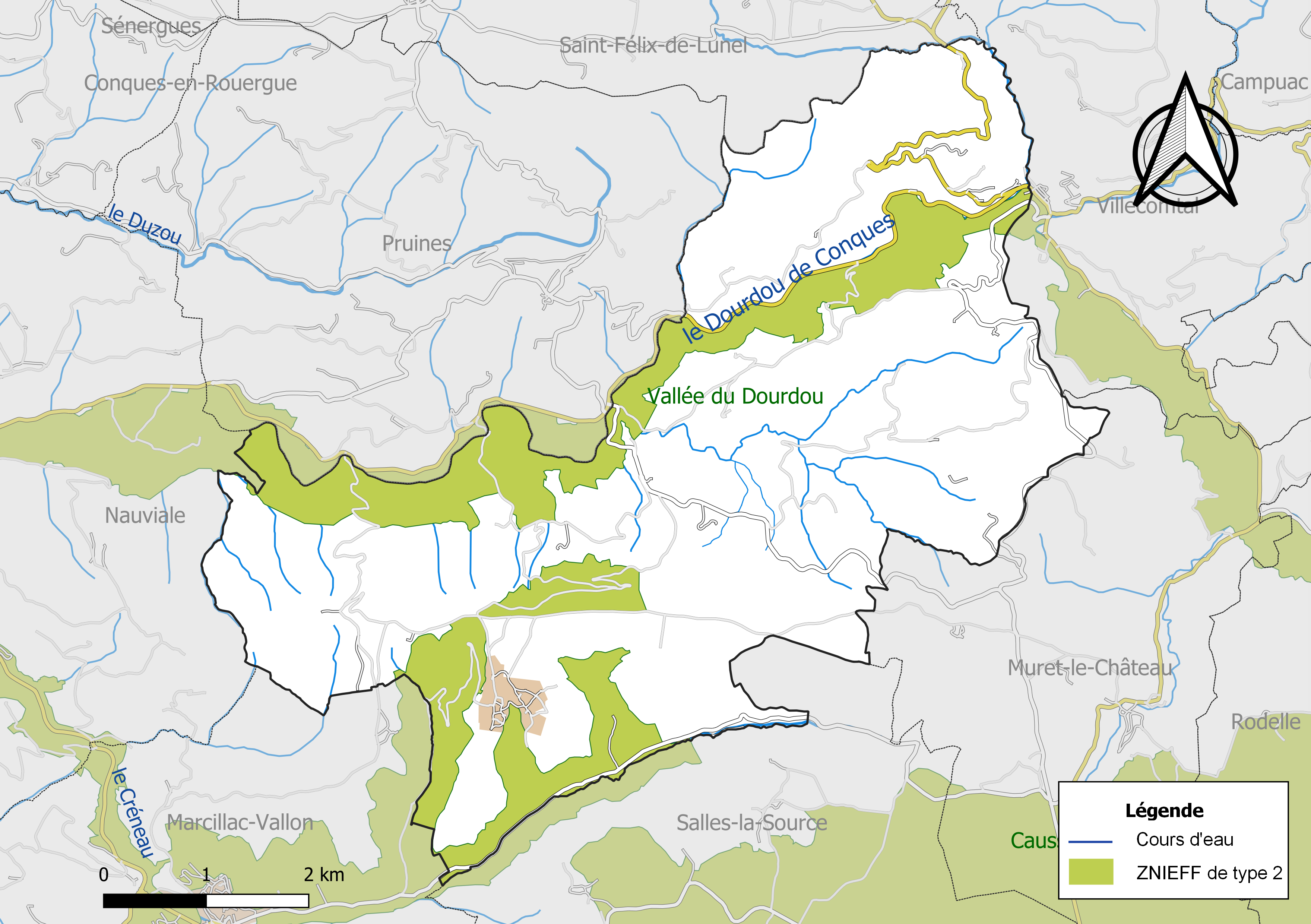
Carte de la ZNIEFF de type 2 de la commune.

## Urbanisme

### Typologie
Au 1er janvier 2024, Mouret est catégorisée commune rurale à habitat très dispersé, selon la nouvelle grille communale de densité à 7 niveaux définie par l'Insee en 2022.
Elle est située hors unité urbaine. Par ailleurs la commune fait partie de l'aire d'attraction de Rodez, dont elle est une commune de la couronne,. Cette aire, qui regroupe 68 communes, est catégorisée dans les aires de 50 000 à moins de 200 000 habitants,.

### Occupation des sols

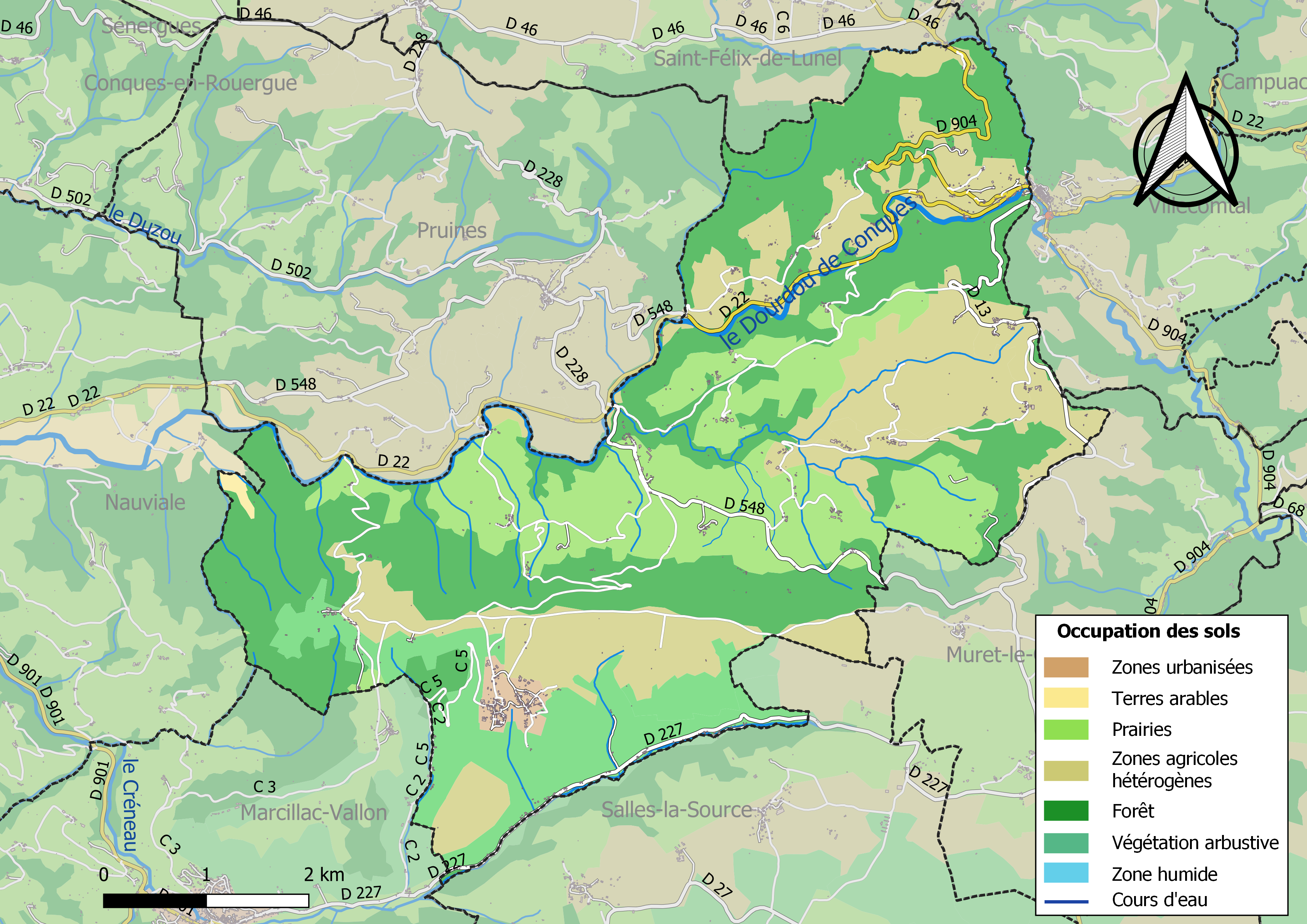
Infrastructures et occupation des sols de la commune de Mouret.

L'occupation des sols de la commune, telle qu'elle ressort de la base de données européenne d’occupation biophysique des sols Corine Land Cover (CLC), est marquée par l'importance des forêts et milieux semi-naturels (50,8 % en 2018), en augmentation par rapport à 1990 (42,9 %). La répartition détaillée en 2018 est la suivante : 
forêts (40,9 %), zones agricoles hétérogènes (27,4 %), prairies (20,5 %), milieux à végétation arbustive et/ou herbacée (9,9 %), zones urbanisées (1,1 %), terres arables (0,2 %).

### Planification
La loi SRU du 13 décembre 2000 a incité fortement les communes à se regrouper au sein d’un établissement public, pour déterminer les partis d’aménagement de l’espace au sein d’un SCoT, un document essentiel d’orientation stratégique des politiques publiques à une grande échelle. La commune est dans le territoire du SCoT du Centre Ouest Aveyron  approuvé en février 2020. La structure porteuse est le Pôle d'équilibre territorial et rural Centre Ouest Aveyron, qui associe neuf EPCI, notamment la communauté de communes Conques-Marcillac, dont la commune est membre.
La commune disposait en 2017 d'une carte communale approuvée.

### Risques majeurs
Le territoire de la commune de Mouret est vulnérable à différents aléas naturels : inondations, climatiques (hiver exceptionnel ou canicule), feux de forêts et séisme (sismicité faible).
Il est également exposé à deux risques particuliers, les risques radon et minier,.

#### Risques naturels

Zones inondables de la commune de Mouret.

Certaines parties du territoire communal sont susceptibles d’être affectées par le risque d’inondation par débordement du Dourdou de Conques. Les dernières grandes crues historiques, ayant touché plusieurs parties du département, remontent aux 3 et 4 décembre 2003 (dans le bassin du Lot, de l'Aveyron, du Viaur et du Tarn) et au 28 novembre 2014 (bassins de la Sorgues et du Dourdou). Ce risque est pris en compte dans l'aménagement du territoire de la commune par le biais du Plan de prévention du risque inondation (PPRI) du bassin du « Dourdou de Conques Amont», approuvé le 27 octobre 2014.
Le Plan départemental de protection des forêts contre les incendies découpe le département de l’Aveyron en sept « bassins de risque » et définit une sensibilité des communes à l’aléa feux de forêt (de faible à très forte). La commune est classée en sensibilité moyenne.
Les mouvements de terrains susceptibles de se produire sur la commune sont liés au retrait-gonflement des argiles, conséquence d'un changement d'humidité des sols argileux. Les argiles sont capables de fixer l'eau disponible mais aussi de la perdre en se rétractant en cas de sécheresse. Ce phénomène peut provoquer des dégâts très importants sur les constructions (fissures, déformations des ouvertures) pouvant rendre inhabitables certains locaux. La carte de zonage de cet aléa peut être consultée sur le site de l'observatoire national des risques naturels Georisques

#### Risques particuliers
La commune est concernée par le risque minier, principalement lié à l’évolution des cavités souterraines laissées à l’abandon et sans entretien après l’exploitation des mines.
Dans plusieurs parties du territoire national, le radon, accumulé dans certains logements ou autres locaux, peut constituer une source significative d’exposition de la population aux rayonnements ionisants. Toutes les communes du département sont concernées par le risque radon à un niveau plus ou moins élevé. Selon le dossier départemental des risques majeurs du département établi en 2013, la commune de Mouret est classée à risque moyen à élevé. Un décret du 4 juin 2018 a modifié la terminologie du zonage définie dans le code de la santé publique et a été complété par un arrêté du 27 juin 2018 portant délimitation des zones à potentiel radon du territoire français. La commune est désormais en zone 3, à savoir zone à potentiel radon significatif.

## Histoire
En 1294 un arbitrage a lieu entre les tuteurs de Marie de Beaumarchais fille d'Eustache de Beaumarchais d'une part, et le comte de Rodez Henri II d'autre part ; le document suggère la possibilité d'un différend à propos du contrôle de la transhumance vers l'Aubrac passant par le pont sur le Dourdou,.

## Politique et administration

### Découpage territorial
La commune de Mouret est membre de la communauté de communes Conques-Marcillac, un établissement public de coopération intercommunale (EPCI) à fiscalité propre créé le 27 décembre 1996 dont le siège est à Marcillac-Vallon. Ce dernier est par ailleurs membre d'autres groupements intercommunaux.
Sur le plan administratif, elle est rattachée à l'arrondissement de Rodez, au département de l'Aveyron et à la région Occitanie. Sur le plan électoral, elle dépend du  canton du Vallon pour l'élection des conseillers départementaux, depuis le redécoupage cantonal de 2014 entré en vigueur en 2015, et de la première circonscription de l'Aveyron  pour les élections législatives, depuis le dernier découpage électoral de 2010.

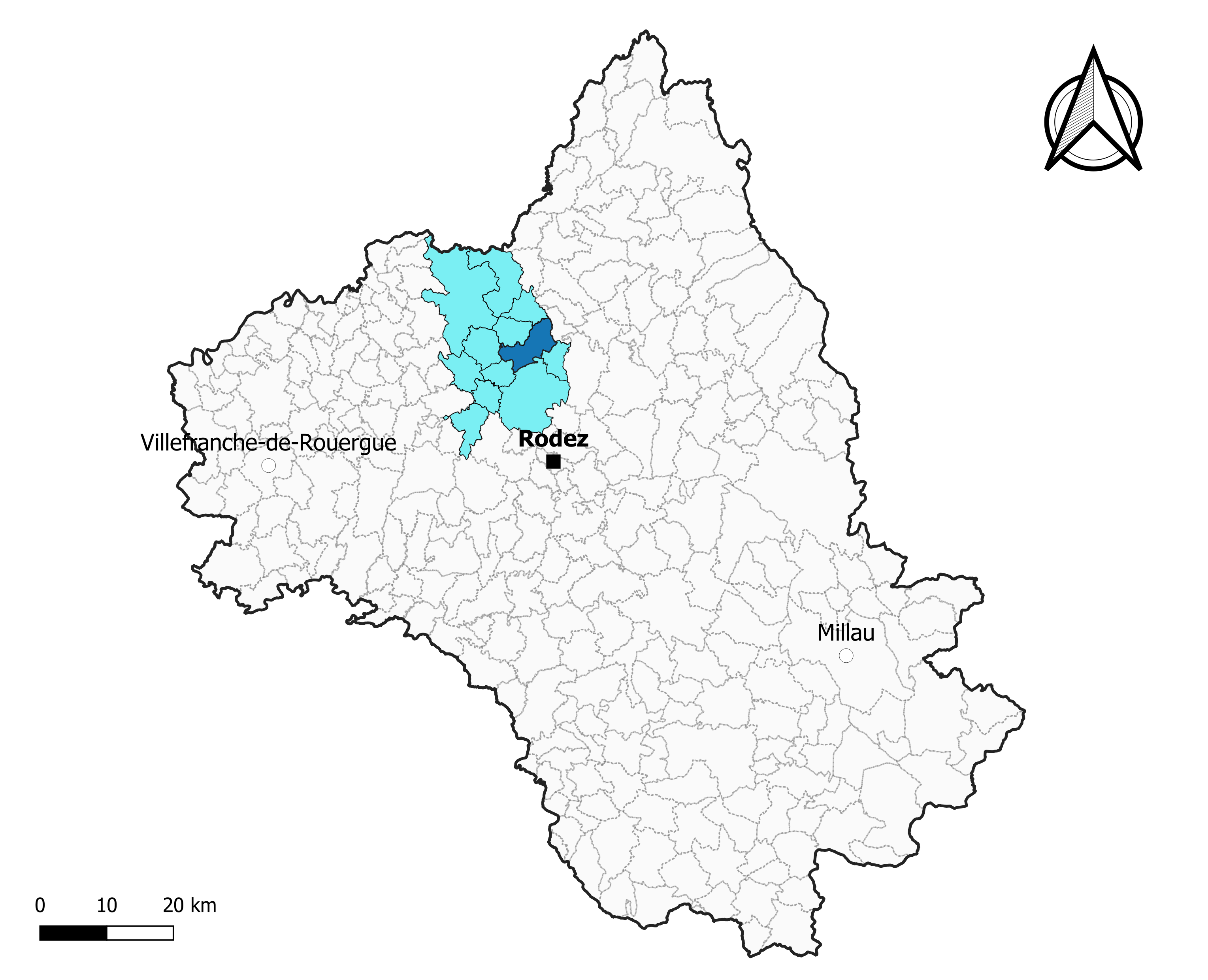
Mouret dans l'intercommunalité en 2020.
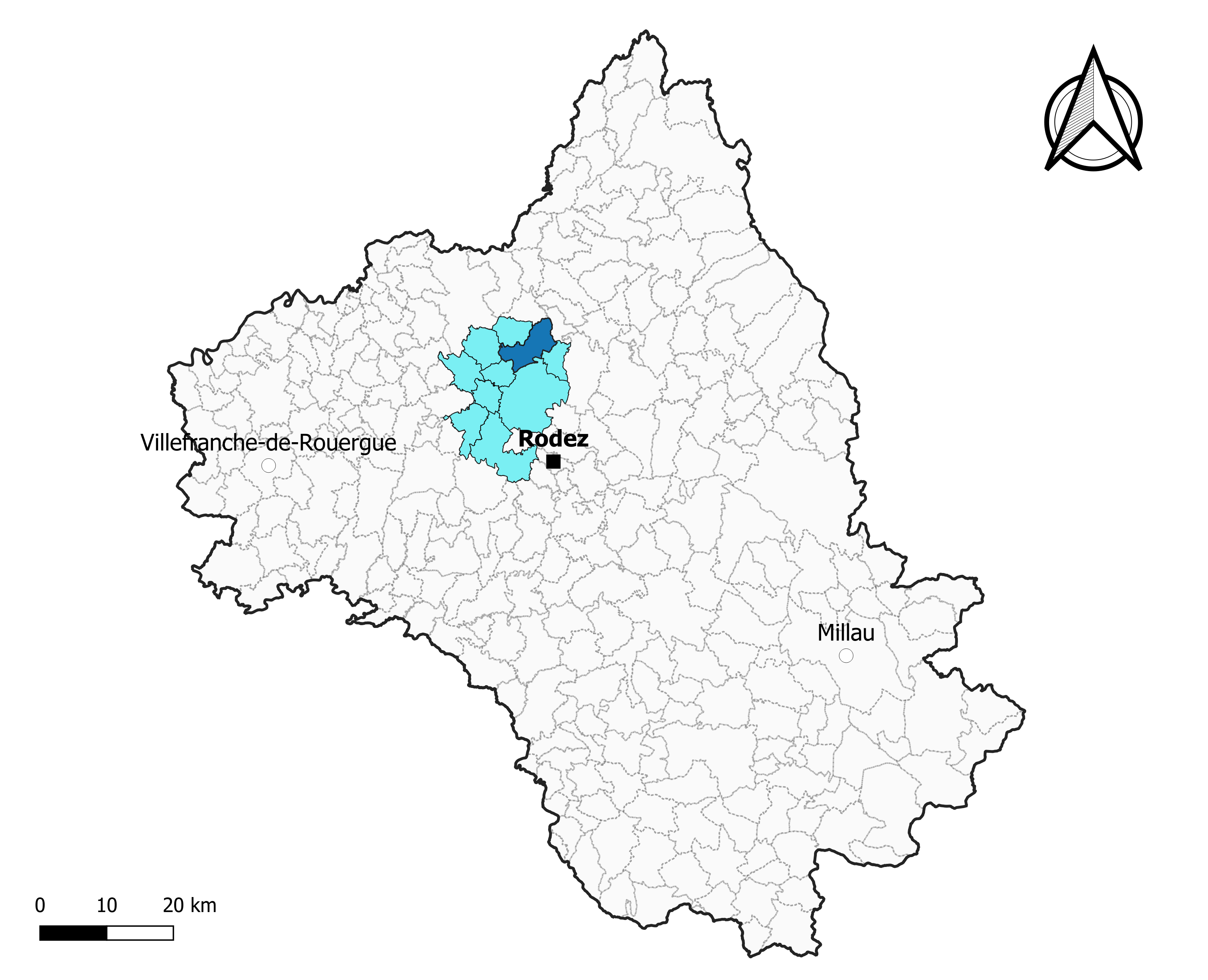
Mouret dans le canton du Vallon en 2020.
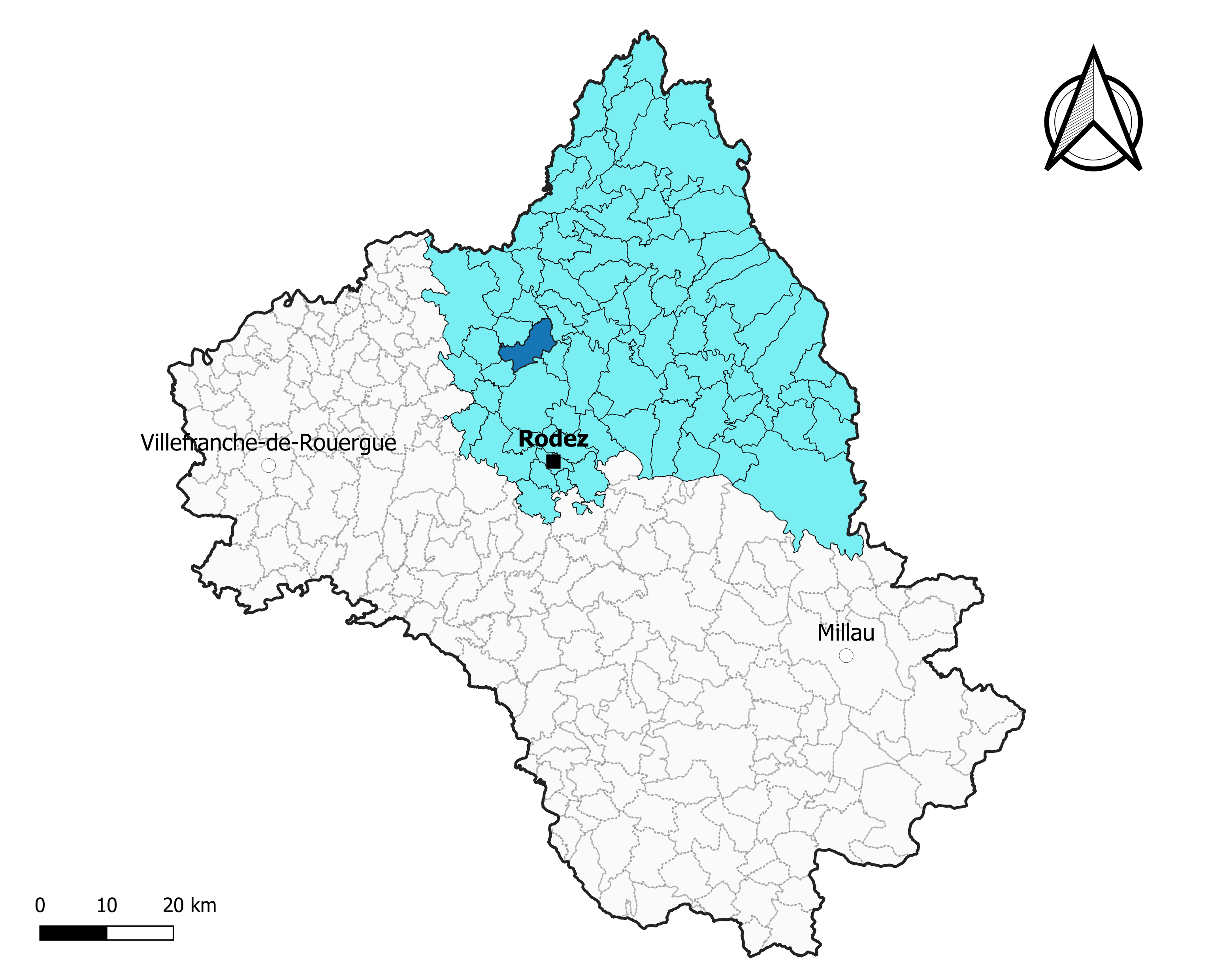
Mouret dans l'arrondissement de Rodez en 2020.

### Élections municipales et communautaires

#### Élections de 2020
Le conseil municipal de Mouret, commune de moins de 1 000 habitants, est élu au scrutin majoritaire plurinominal à deux tours avec candidatures isolées ou groupées et possibilité de panachage. Compte tenu de la population communale, le nombre de sièges à pourvoir lors des élections municipales de 2020 est de 15. La totalité des quinze candidats en lice est élue dès le premier tour, le 15 mars 2020, avec un taux de participation de 61,18 %.
Gabriel Issalys, maire sortant, est réélu pour un nouveau mandat le 25 mai 2020.
Dans les communes de moins de 1 000 habitants, les conseillers communautaires sont désignés parmi les conseillers municipaux élus en suivant l’ordre du tableau (maire, adjoints puis conseillers municipaux) et dans la limite du nombre de sièges attribués à la commune au sein du conseil communautaire. Deux sièges sont attribués à la commune au sein de la communauté de communes Conques-Marcillac.

#### Liste des maires
| Période                                  | Période  | Identité                      | Étiquette | Qualité      |
| ---------------------------------------- | -------- | ----------------------------- | --------- | ------------ |
| 1792                                     | 1795     | Marc Antoine Calvet           |           |              |
| 1795                                     | 1798     | Mathieu Gales                 |           |              |
| 1798                                     | 1799     | Gaspard de Camboulas          |           |              |
| 1799                                     | 1814     | Jean Antoine Passelac         |           |              |
| 1814                                     | 1815     | Augustin Bruguière            |           |              |
| 1815                                     | 1830     | Gaspard de Camboulas          |           |              |
| 1830                                     | 1862     | Marc Calvet (fils)            |           |              |
| 1862                                     | 1884     | Amans Foulquier               |           |              |
| 1884                                     | 1896     | Antoine Auréjac               |           |              |
| 1896                                     | 1912     | Joseph Devaurs                |           |              |
| 1912                                     | 1921     | Pierre Romieu                 |           |              |
| 1921                                     | 1923     | Pierre Jean Foulquier         |           |              |
| 1923                                     | 1924     | Antoine Bories                |           |              |
| 1924                                     | 1925     | Henri Lestrade                |           |              |
| 1925                                     | 1928     | François Combettes            |           | Agriculteur  |
| 1928                                     | 1929     | Adrien Auréjac (dit Le Pages) |           | Agriculteur  |
| 1929                                     | 1945     | Henri Bonhoure                | SE        | Agriculteur  |
| 1945                                     | 1959     | Édouard Combettes             | Rad.      | Agriculteur  |
| 1959                                     | 1971     | Édouard Costes                | SE        | Agriculteur  |
| 1971                                     | 2001     | Jean Costes                   | SE        | Entrepreneur |
| 2001                                     | En cours | Gabriel Issalys,              |           | Ancien cadre |
| Les données manquantes sont à compléter. |          |                               |           |              |

## Démographie
L'évolution du nombre d'habitants est connue à travers les recensements de la population effectués dans la commune depuis 1793. Pour les communes de moins de 10 000 habitants, une enquête de recensement portant sur toute la population est réalisée tous les cinq ans, les populations de référence des années intermédiaires étant quant à elles estimées par interpolation ou extrapolation. Pour la commune, le premier recensement exhaustif entrant dans le cadre du nouveau dispositif a été réalisé en 2005.

En 2022, la commune comptait 558 habitants, en évolution de +4,1 % par rapport à 2016 (Aveyron : +0,37 %, France hors Mayotte : +2,11 %).
| 1793 | 1800 | 1806  | 1821  | 1831  | 1836  | 1841  | 1846  | 1851  |
| ---- | ---- | ----- | ----- | ----- | ----- | ----- | ----- | ----- |
| 582  | 614  | 1 287 | 1 324 | 1 221 | 1 297 | 1 323 | 1 319 | 1 463 |

| 1856  | 1861  | 1866  | 1872  | 1876  | 1881  | 1886  | 1891  | 1896  |
| ----- | ----- | ----- | ----- | ----- | ----- | ----- | ----- | ----- |
| 1 374 | 1 429 | 1 499 | 1 513 | 1 523 | 1 505 | 1 471 | 1 422 | 1 268 |

| 1901  | 1906  | 1911  | 1921  | 1926 | 1931 | 1936 | 1946 | 1954 |
| ----- | ----- | ----- | ----- | ---- | ---- | ---- | ---- | ---- |
| 1 277 | 1 160 | 1 100 | 1 097 | 949  | 892  | 834  | 747  | 670  |

| 1962 | 1968 | 1975 | 1982 | 1990 | 1999 | 2005 | 2006 | 2010 |
| ---- | ---- | ---- | ---- | ---- | ---- | ---- | ---- | ---- |
| 626  | 594  | 545  | 505  | 464  | 476  | 546  | 553  | 510  |

| 2015 | 2020 | 2022 | - | - | - | - | - | - |
| ---- | ---- | ---- | - | - | - | - | - | - |
| 535  | 549  | 558  | - | - | - | - | - | - |

## Économie

### Revenus
En 2018  (données Insee publiées en septembre 2021), la commune compte 215 ménages fiscaux, regroupant 508 personnes. La médiane du revenu disponible par unité de consommation est de 20 790 € (20 640 € dans le département).

### Emploi
| Division       | 2008  | 2013  | 2018  |
| -------------- | ----- | ----- | ----- |
| Commune        | 2,3 % | 7,2 % | 5,5 % |
| Département    | 5,4 % | 7,1 % | 7,1 % |
| France entière | 8,3 % | 10 %  | 10 %  |

En 2018, la population âgée de 15 à 64 ans s'élève à 325 personnes, parmi lesquelles on compte 81,5 % d'actifs (76 % ayant un emploi et 5,5 % de chômeurs) et 18,5 % d'inactifs,. Depuis 2008, le taux de chômage communal (au sens du recensement) des 15-64 ans est inférieur à celui de la France et du département.
La commune fait partie de la couronne de l'aire d'attraction de Rodez, du fait qu'au moins 15 % des actifs travaillent dans le pôle,. Elle compte 76 emplois en 2018, contre 83 en 2013 et 89 en 2008. Le nombre d'actifs ayant un emploi résidant dans la commune est de 251, soit un indicateur de concentration d'emploi de 30,3 % et un taux d'activité parmi les 15 ans ou plus de 60,6 %.
Sur ces 251 actifs de 15 ans ou plus ayant un emploi, 62 travaillent dans la commune, soit 25 % des habitants. Pour se rendre au travail, 83,5 % des habitants utilisent un véhicule personnel ou de fonction à quatre roues, 3,2 % s'y rendent en deux-roues, à vélo ou à pied et 13,4 % n'ont pas besoin de transport (travail au domicile).

### Activités hors agriculture
35 établissements sont implantés  à Mouret au 31 décembre 2019. Le tableau ci-dessous en détaille le nombre par secteur d'activité et compare les ratios avec ceux du département,.
| Secteur d'activité                                                                                        | Commune | Commune | Département |
| Secteur d'activité                                                                                        | Nombre  | %       | %           |
| --- | ------- | ------- | ----------- |
| Ensemble                                                                                                  | 35      |         |             |
| Industrie manufacturière, industries extractives et autres                                                | 7       | 20 %    | (17,7 %)    |
| Construction                                                                                              | 8       | 22,9 %  | (13 %)      |
| Commerce de gros et de détail, transports, hébergement et restauration                                    | 8       | 22,9 %  | (27,5 %)    |
| Information et communication                                                                              | 1       | 2,9 %   | (1,5 %)     |
| Activités immobilières                                                                                    | 2       | 5,7 %   | (4,2 %)     |
| Activités spécialisées, scientifiques et techniques et activités de services administratifs et de soutien | 2       | 5,7 %   | (12,4 %)    |
| Administration publique, enseignement, santé humaine et action sociale                                    | 1       | 2,9 %   | (12,7 %)    |
| Autres activités de services                                                                              | 6       | 17,1 %  | (7,8 %)     |

Le secteur du commerce de gros et de détail, des transports, de l'hébergement et de la restauration est prépondérant sur la commune puisqu'il représente 22,9 % du nombre total d'établissements de la commune (8 sur les 35 entreprises implantées  à Mouret), contre 27,5 % au niveau départemental.

### Agriculture
La commune est dans le Rougier de Marcillac, une petite région agricole située dans le nord-ouest du département de l'Aveyronet correspondant au haut bassin du Dourdou de Conques. En 2020, l'orientation technico-économique de l'agriculture  sur la commune est l'élevage d'équidés et/ou d' autres herbivores.
|               | 1988  | 2000  | 2010  | 2020  |
| ------------- | ----- | ----- | ----- | ----- |
| Exploitations | 72    | 48    | 44    | 41    |
| SAU (ha)      | 1 703 | 1 741 | 1 852 | 1 509 |

Le nombre d'exploitations agricoles en activité et ayant leur siège dans la commune est passé de 72 lors du recensement agricole de 1988  à 48 en 2000 puis à 44 en 2010 et enfin à 41 en 2020, soit une baisse de 43 % en 32 ans. Le même mouvement est observé à l'échelle du département qui a perdu pendant cette période 51 % de ses exploitations,. La surface agricole utilisée sur la commune a également diminué, passant de 1 703 ha en 1988 à 1 509 ha en 2020. Parallèlement la surface agricole utilisée moyenne par exploitation a augmenté, passant de 24 à 37 ha.

## Culture locale et patrimoine

### Lieux et monuments
- Église Notre-Dame-de-l'Assomption de Mousset.
- Église Saint-Christophe de la Capelle.
- Église Saint-Germain de Sénéjac.

#### Mouret
Situé à Mouret, le château de la Servayrie fait partie intégrante de La Route des Seigneurs du Rouergue et de La Route du Roman. Il a été classé monument historique en 1995 et a été rénové il y a peu[Quand ?]. Il offre un panorama sur la vallée du Dourdou de Conques et les villages environnants : Villecomtal, Pruines et le Grand-Mas. Ce château fut la propriété de trois familles différentes du XIIe siècle au XVIIe siècle. Trois autres châteaux existaient dans le village de Mouret. Le plus ancien dit Castel Viel a été redécouvert à l'occasion de fouilles archéologiques récentes, à l'emplacement de la motte située au centre du village. Une partie d'un autre château dit "de Reilhac" est également visible, bien que non restauré. Cette tour faisait partie d'un ensemble plus important. Elle a été édifiée au XIVe siècle par un abbé de Conques. Le dernier, le château Mage était situé à l'entrée du village. Il a complètement disparu. Enfin le paysage architectural du lieu était complété par une très belle église romane qui, en ruines, a malheureusement été détruite dans les années 1960. Le village offre aussi la particularité de conserver des vestiges importants de maisons médiévales. Il correspond à un castrum typique de coseigneurie.

#### Le Grand-Mas
- Église Saint-Amans-et-Saint-Joseph du Grand-Mas.
- Chapelle Saint-Jean-le-Froid de Gipoulou.

Le Grand-Mas possède une église fondée au milieu du XVIe siècle et une chapelle dédiée à saint Jean le Froid qui, du haut de son pic, offre une vue sur le village de Marcillac et les vignes du vin de Marcillac. Outre ces deux villages, la commune est également caractérisée par un peuplement dispersé sous la forme de mas.

### Personnalités liées à la commune
- Léon Eugène Arnal, architecte franco-américain, né aux Landes (commune de Mouret) près de Villecomtal le 14 juin 1880 et mort à Minneapolis (Minnesota, États-Unis) le 23 février 1963[61]. On lui doit notamment le grand escalier de la gare Saint-Charles de Marseille (avec Eugène Senès), la Foshay Tower et le bâtiment des postes à Minneapolis. Il obtient la nationalité américaine en 1941. Il est enterré à River Falls (Wisconsin, États-Unis).

### Héraldique
| Blason de Mouret | Blason  | Écartelé : au 1er et 4e de gueules plain, au 2e de sable plain, au 3e palé de gueules et d’or de six pièces, à une tour d’argent maçonnée de sable, chargée d’une croix de Malte de gueules, brochant sur la partition, au chef cousu d’azur chargé d’un flocon de neige d’agent, accosté de deux têtes de brebis, affrontées et arrachées du même. |
| Blason de Mouret | Détails | Mouret est essentiellement formé de deux villages : Mouret et Le-grand-Mas. Le premier est figuré par la partie basse de l’écu et le second par le chef. Mouret était une ancienne place forte où se sont successivement dressés quatre châteaux. C’est ce qui explique la coupure en écartelé et la tour qui touche les quatre cantons (carrés) ainsi créés. Celui de Servayrie fait l’objet d’une campagne de restauration. Il a notamment appartenu à la famille d’Entraigues dont les armoiries sont De gueules, à la tour maçonnée d’argent. C’est la raison du premier canton de gueules. La reprise intégrale des armes de famille étant interdite pour les municipalités, il suffit d’en reprendre un ou plusieurs éléments. Le plus vieux des châteaux porte le nom de Castel-Viel. En ruines, il a été fondé par la famille Mouret. Ce nom venant du latin « More », qui désigne une personne à la peau foncée, cela explique le second canton de couleur sable (noir). Il y a ensuite les ruines du château de Reilhac qui a appartenu à la même famille et dont les armoiries sont Palé de gueules et d’or de six pièces, figurant dans le troisième canton. La remarque concernant la reprise des armes de famille est valable ici aussi. Le dernier château était appelé Mage. Il n’en reste plus que la motte. Il a notamment appartenu à la famille de La Roque dont les armoiries sont Écartelés au 1er et 4e de gueules, à la tour d’argent, au 2e et 3e d’azur, à trois bandes d’or. C’est la raison du quatrième canton de gueules. La remarque concernant les blasons de famille est valable ici aussi. La croix de Malte sur la tour indique qu’il y avait une commanderie de templiers au lieu-dit Les-landes ou le Commandeur. Le flocon de neige et les têtes de brebis traduisent le nom de Saint-Jean-Le-Froid, chapelle édifiée sur l’ancien territoire de Le-Grand-Mas et d’où l’on a une vue imposante. Les brebis indiquent également la présence d’élevage ovins sur la commune. Les ornements sont deux pampres de sinople, fruités de pourpre, mis en sautoir par la pointe, liés d’or, afin d’honorer la viticulture et son vin AOC. Le listel d'argent porte le nom de la commune en lettres majuscules de sable. La couronne de tours dit que l’écu est celui d’une commune ; elle n’a rien à voir avec des fortifications. Le statut officiel du blason reste à déterminer. |